# Rio Băluș
O Rio Băluş é um rio da Romênia afluente do rio Şercaia, localizado no distrito de Braşov.